# Star Wars (juegos de rol)
El universo de ficción de la saga cinematográfica titulada Star Wars ha sido adaptado a juego de rol tanto en el formato tradicional de mesa como en el formato de videojuego.

## Juegos de rol de mesa
Hasta la fecha ha habido tres juegos de rol de mesa ambientados en el mundo ficticio de Star Wars:
- Star Wars, el juego de rol (publicado por West End Games de 1987 a 1999)[1]
  - 1987: Star Wars: The Roleplaying Game (Star Wars, el juego de rol)
  - 1992: Star Wars: The Roleplaying Game, second edition (sin traducción oficial en castellano)
  - 1996: Star Wars: The Roleplaying Game, second edition, revised and expanded (sin traducción oficial en castellano)
- Star Wars, el juego de rol (publicado por Wizards of the Coast de 2000 a 2010)[2]
  - 2000: Star Wars Roleplaying Game: Core Rulebook (Star Wars, el juego de rol, manual básico)
  - 2002: Star Wars Roleplaying Game: Revised Core Rulebook (Star Wars, el juego de rol, manual básico revisado)
  - 2007: Star Wars Roleplaying Game: Saga Edition Core Rulebook (sin traducción oficial en castellano)
- Star Wars, el juego de rol (publicado por Fantasy Flight Games desde agosto de 2012 y constituido por tres manuales básicos independientes):
  - Star Wars: Edge of the Empire (publicado en agosto de 2012,[3] para jugar con personajes contrabandistas, cazarrecompensas, piratas etc.)
  - Star Wars: Age of Rebellion (publicado en septiembre de 2013,[4][5] para jugar con personajes de la Alianza Rebelde)
  - Star Wars: Force and Destiny (publicado en septiembre de 2014,[6][7] para jugar con caballeros jedi que se ocultan del Imperio)

El primero de estos juegos, el publicado por West End Games entre 1987 y 1999, ha tenido una gran importancia e influencia en lo que se refiere a la elaboración del así llamado universo expandido de Star Wars. Aparte de las películas mismas y de unos pocos libros que habían tratado el tema, como la guía del universo Star Wars, publicada por Ballantine Books en 1984, se sabía todavía relativamente poco sobre la Galaxia de Star Wars en el momento de la publicación del juego de rol por parte de West End Games, en 1987. Ya entonces George Lucas, el autor de la saga cinematográfica, había establecido tanto las líneas principales como un gran número de detalles de su universo de ficción, pero no había entrado en todos los detalles posibles e imaginables que pudieran ir apareciendo en las innumerables partidas de un juego de rol. Consecuentemente, fue la editorial misma del juego, West End Games, la que tuvo la iniciativa de ir publicando suplementos de ambientación que describieran con detalle el universo en el que los jugadores del juego de rol interpretarían a sus personajes. Hasta el momento en que West End Games abandonó la licencia de explotación, en 1999, el volumen de suplementos publicados acabó siendo literalmente del orden de las decenas, influyendo además de manera permanente en la constitución canónica y oficial del universo de George Lucas. La contribución de los autores de West End Games a la construcción de este universo de ficción (como Bill Slavicsek, Curtis Smith, Ken Rolston, Grant Butcher, Greg Gorden o Paul Murphy) fue tal que, a título de ejemplo, cuando el escritor Timothy Zahn llevaba casi un año escribiendo su primera novela ambientada en el universo de Star Wars, Heredero del Imperio, un encargo de Lucasfilm, la misma productora decidió enviarle por correo, en julio de 1990, una caja llena con los suplementos que West End Games había publicado hasta entonces. La voluntad de Lucasfilm no era otra que hacer que la literatura de Zahn no entrara en contradicción con los aportes de West End Games. La primera reacción de Zahn fue colérica, principalmente por el tiempo que él mismo había invertido hasta ese momento llevando a cabo sus propias investigaciones, pero en cuanto leyó los suplementos de West End Games, se convenció de la calidad de los mismos, como él mismo reconoció en el prólogo del libro The Thrawn Trilogy Sourcebook (La guía de la trilogía de Thrawn).

## Videojuegos de rol
- Star Wars: Caballeros de la Antigua República (BioWare, 2003)
- Star Wars: Caballeros de la Antigua República 2: Los Señores Sith (Obsidian Entertainment, 2004)

## Videojuegos de rol multijugador masivos en línea
- Star Wars Galaxies (Sony Online Entertainment, 2003)
- Star Wars: The Old Republic (BioWare, 2008)